# Klokočí
Klokočí (deutsch Klogsdorf) ist eine Gemeinde in Tschechien. Sie liegt fünf Kilometer westlich von Hranice und gehört zum Okres Přerov.

## Geographie
Klokočí befindet sich am südlichen Fuße der Oderberge in der Quellmulde des Klokočský potok. Nordwestlich erhebt sich der Uhřinovský kopec (512 m). Am südlichen Ortsrand verläuft die Eisenbahnstrecke zwischen Hranice und Přerov, die Bahnstation „Drahotuše“ liegt südlich des Dorfes. Im Norden führt die Trasse der Autobahn D 1 / E 462 von Lipník nad Bečvou nach Bělotín vorbei, die im Jahre 2008 auf diesem Abschnitt für den Verkehr freigegeben werden soll.
Nachbarorte sind Hrabůvka im Norden, Velká im Nordosten, Hranice im Osten, Drahotuše im Süden, Slavíč im Südwesten, Milenov im Westen sowie Uhřínov im Nordwesten.

## Geschichte
Die erste urkundliche Erwähnung des zu den Besitzungen der Burg Drahotuš gehörigen Ortes erfolgte im Jahre 1371, als die Brüder Bohuš, Kuno, Jaroš und Ješek von Drahotuš die Herrschaft an Markgraf Johann Heinrich verkauften. Sein Sohn Jobst verpfändete Drahotuš an Ctibor von Tobitschau und Cimburg. Nach dem Verfall der Pfandschaft ging das Dorf 1408 in den Besitz der Cimburger über. 1476 verkauften die Herren von Cimburg die Herrschaft Drahotuš an Wilhelm II. von Pernstein. 1543 wurde das Dorf an die Herrschaft Weißkirchen angeschlossen. Vier Jahre später veräußerten die Pernsteiner Weißkirchen an Wenzel Haugwitz von Biskupitz. Dieser überließ den Besitz 1553 an Jan Kropáč von Nevědomí. Dessen Tochter und Erbin Anna heiratete nach dem Tode ihres Gatten Jan von Kunovice Johann den Jüngeren von Zerotein. Ihm folgte Dietrich von Kunowitz, der die Herrschaft im Jahre 1600 im Zuge eines Tausches an Zdeněk von Pottenstein und Žampach übergab. Zwischen 1610 und 1612 war Karl Berger von Berg der Besitzer. Ihm folgte Václav Mol von Modřelice. Dessen Güter wurden nach der Schlacht am Weißen Berg konfisziert und 1622 an Kardinal Franz Xaver von Dietrichstein verkauft. Das Geschlecht Dietrichstein blieb bis nach dem Ersten Weltkrieg Besitzer Güter in Klogsdorf.
Nach der Aufhebung der Patrimonialherrschaften wurde Klokočí 1850 zu selbstständigen Gemeinde in der Bezirkshauptmannschaft Mährisch Weißkirchen. Die Bewohner lebten vornehmlich von der Landwirtschaft, insgesamt war der Ort ein sehr armes Dorf. Klokočí war bis zum Beginn des 20. Jahrhunderts abgelegen und nur über eine Nebenstraße von Milenov aus erreichbar. 1911 entstand die Verbindungsstraße von Drahotuše über Klokočí nach Hrabůvka. Im selben Jahre eröffnete auch eine einklassige Dorfschule. 1925 wurde der Ort elektrifiziert. Zwischen 1924 und 1925 wurde ein Munitionsdepot der Armee errichtet, zu dem eine zwei Kilometer lange Straße führte. In den 1950er Jahren schloss die Dorfschule. Im Zuge der Gebietsreform von 1960 und der Auflösung des Okres Hranice wurde Klokočí zum 1. Januar 1961 dem Okres Přerov zugeordnet.
Seit 2000 ist Klokočí Mitglied der Mikroregion Podlesí. Klokočí führt seit 2005 ein Wappen.

## Gemeindegliederung
Für die Gemeinde Klokočí sind keine Ortsteile ausgewiesen.

## Sehenswürdigkeiten
- vier Kruzifixe
- Dorfglocke
- Gut Hraběnčin, bis 1923 im Besitz von Antonius Althann